# Noius noumeanus
Noius noumeanus är en insektsart som beskrevs av Douglas E. Kimmins 1958. Noius noumeanus ingår i släktet Noius och familjen florsländor. Inga underarter finns listade i Catalogue of Life.